# Liste des codes navals japonais
Pour les codes japonais diplomatiques et de l’armée, voir [[:Codes japonais diplomatiques et de l’armée (en)]].
La vulnérabilité des codes de la marine japonaise fut cruciale pour la conduite de la Seconde Guerre mondiale et eut également une influence importante sur les relations étrangères entre le Japon et l’Ouest au cours des années qui ont précédé la guerre. 
Tous les codes japonais furent finalement brisés et les renseignements recueillis rendirent possibles des opérations telles que l’embuscade américaine victorieuse contre la marine japonaise à Midway (JN-25b) et la destruction de l’avion transportant d’Isoroku Yamamoto durant l’opération Vengeance.
La marine impériale japonaise (MIJ) utilisait de nombreux systèmes de chiffrage et de codes. Tous ces systèmes de cryptage étaient connus différemment par différentes organisations; les noms énumérés ci-dessous sont ceux donnés par les services de cryptanalyses occidentaux.

## Code rouge
Il s’agissait d’un système de livre de codes utilisés pendant la Première Guerre mondiale et après. Il fut nommé ainsi parce que les copies américaines qui en étaient faites étaient reliées par une couverture rouge. Il ne faut pas le confondre avec le code rouge utilisé par le corps diplomatique.
Ce code était composé de deux livres. Le premier contenait le code lui-même; le second contenait un chiffrage additionnel qui était appliqué aux codes avant la transmission, le point de départ de ce dernier étant intégré au message transmis. Une copie du livre de codes fut obtenue dans une opération "sac noir" sur les bagages d'un attaché de marine japonais en 1923; Après trois ans de travail, Agnes Driscoll était capable de casser la partie additionnelle du code,.

## Coral
Coral est une machine à chiffrer développée pour les chiffrements des attachés de la marine japonaise, semblable à JADE. Il n'a pas été beaucoup utilisé,, mais le vice-amiral Abe, représentant japonais auprès du conseil militaire de l'Axe, transmit de nombreuses informations sur les déploiements allemands via CORAL, des renseignements « essentiels pour la prise de décision militaire alliée dans le théâtre européen ».

## Jade
Jade désigne un appareil de chiffrement utilisé par la marine impériale japonaise de fin 1942 à 1944 et similaire à CORAL; voir JADE (machine à chiffrer).

## Codes des chantiers navals
Les codes des chantiers navals est un succession de codes utilisés pour communiquer entre des installations navales japonaises. Celles-ci étaient relativement faciles à briser par les briseurs de code britanniques de Singapour et seraient, semble-t-il, à l'origine de la perception des premiers signes de préparation imminente à la guerre navale.

## JN-11
Le système auxiliaire de la flotte, dérivé du code de la marine marchande JN-40. Il était très important pour la transmission d’informations ou d’ordres pour les convois de troupes et les ordres de bataille.

## JN-20
Chiffrement inter-îles fournissant des renseignements précieux, en particulier lorsque des modifications périodiques du JN-25 qui neutralisaient temporairement le déchiffrement américain. L’exploitation du JN-20 produisit la correspondance entre les messages « AF » et  « est à court d’eau » qui permit d’établir que la cible principale de la flotte japonaise était Midway, menant à une victoire décisive des États-Unis à la bataille éponyme en 1942.:p.155

## JN-25
JN-25 est le nom donné par les déchiffreurs de code au système de communication principal de commande et de contrôle et le plus sécurisé utilisé par la marine impériale japonaise pendant la Seconde Guerre mondiale. Nommé comme le 25e système identifié de la marine japonaise, il fut initialement désigné AN-1 comme « projet de recherche » plutôt que comme un « travail de décryptage en cours ». Le projet nécessitait de reconstruire la signification de trente mille groupes de codes et de reconstituer trente mille code additifs aléatoires.
Mis en service à partir du 1er juin 1939 pour remplacer le code Bleu (et le plus récent descendant du code Rouge), il s’agissait d’un code chiffré, produisant des groupes de cinq chiffres pour la transmission. 
De nouveaux livres de code et des livres surchiffrement furent introduits de temps en temps, chaque nouvelle version nécessitant une attaque cryptanalytique plus ou moins poussée. En particulier, le JN-25 fut modifié de manière significative le 1er décembre 1940, puis à nouveau le 4 décembre 1941, juste avant l'attaque de Pearl Harbor. La version de 1941 (JN-25b) était suffisamment cassée à la fin du mois de mai 1942 pour obtenir l’avertissement de l’attaque japonaise contre Midway.
Les Britanniques, Australiens, Néerlandais et Américains coopérèrent dans la cryptanalyse du JN-25 bien avant l'attaque de Pearl Harbor, mais comme la marine japonaise n'était pas engagée dans des opérations de combat significatives auparavant cet date, il y avait peu de trafic disponible pour être utilisé comme matière première. Auparavant, les discussions et les ordres de la marine impériale japonaise pouvaient généralement suivre des itinéraires plus sécurisés que la radio, comme le courrier ou la livraison directe par un navire de la marine. Les publications publiques disponibles diffèrent, mais les plus crédibles sont d’accord pour dire que la version JN-25 utilisée avant décembre 1941 n’était peut-être pas cassée au-delà de 10% au moment de l’attaque, et qu’il s’agissait principalement d’enlever son surchiffrement. Le trafic du JN-25 augmenta énormément avec le déclenchement de la guerre navale à la fin de 1941 et fournit la matière cryptographique nécessaire pour réussir à casser de manière substantielle les versions existantes et ultérieures du JN-25.
L’effort de décryptage américain fut dirigée depuis Washington, DC par le commandement du renseignement des transmissions de la marine américaine, OP-20-G. A Pearl Harbor, il était centralisé par l'unité de renseignement de combat de la marine (station HYPO, également connue sous le nom de COM 14), dirigée par le commandant Joseph Rochefort. Avec l’aide de la station CAST (également connue sous le nom de COM 16, commandée conjointement par les lieutenants Rudolph Fabian et John Lietwiler) aux Philippines, du Far East Combined Bureau britannique à Singapour, et à l’aide d’une tabulatrice à cartes perforées fabriquée par International Business Machines, une attaque réussie fut montée contre le code de décembre 1941. Ensemble, ils firent des progrès considérables au début de 1942. Les attaques à texte clair connu exploitait les formalités communes dans les messages japonais, telles que « J'ai l'honneur d'informer votre excellence ».

## JN-39
Il s’agissait d’un code naval utilisé par les navires de commerce (communément appelé « code maru »). Il fut cassé en mai 1940. Le 28 mai 1941, le navire-usine de chasse à la baleine Nisshin Maru no 2 se rendit à San Francisco, aux États-Unis. L'agent des services des douanes George Muller et le commandant RP McCullough du 12e district naval de la marine américaine (responsable de la région) se rendirent à bord et saisirent ses livres de codes, sans en informer l'Office of Naval Intelligence. Des copies furent maladroitement faites et les originaux furent rendus. Les Japonais comprirent rapidement que le code JN-39 était compromis et le remplacèrent par le JN-40.

## JN-40
Le JN-39 fut remplacé par le JN-40, qui était considéré à l'origine comme un code super-chiffré avec un additif numérique similaire au JN-25. Cependant, en septembre 1942, une erreur des Japonais donne des indices à John MacInnes et Brian Townend, casseurs de code au Far East Combined Bureau britannique de Kilindini. Il s'agissait d'un chiffre de transposition fractionné basé sur une table de substitution de 100 groupes de deux chiffres suivis d'une transposition en colonne. En novembre 1942, ils étaient capables de lire tout le trafic précédent et de décrypter chaque message au fur et à mesure de leur réception. Les expéditions ennemies, y compris les convois de troupes, pouvaient donc être repérées, les exposant à l'attaque des Alliés. Au cours des deux semaines suivantes, ils cassèrent deux autres systèmes « auparavant impénétrables », les JN167 et JN152.

## JN-147
Le « code des opérations mineures » contenait souvent des informations utiles sur les mouvements mineurs de troupes.

## JN-152
Un code de chiffrement simple de transposition et de substitution utilisé pour la diffusion des avertissements de navigation. En 1942, après avoir cassé le JN-40, la FECB de Kilindini avait cassé le JN-152 et le JN-167, auparavant impénétrable, un autre code de la marine marchande.

## JN-167
Un chiffre de la marine marchande (voir JN-152).

## Incident du Chicago Tribune
En juin 1942, le Chicago Tribune, dirigé par le colonel Robert R. McCormick, isolationniste, publia un article laissant entendre que les États-Unis avaient décrypté les codes japonais, affirmant que la marine américaine était au courant de l'attaque japonaise sur l'île de Midway et donnait les dispositions de la flotte d'invasion japonaise. Le commandant Morton T. Seligman, officier supérieur de Lexington, avait montré l'ordre de Nimitz au reporter Stanley Johnston.
Le gouvernement voulu d'abord poursuivre le Tribune en justice en vertu de la loi sur l'espionnage de 1917. Pour diverses raisons, notamment le désir de ne pas attirer davantage l'attention sur l'article, les accusations furent abandonnées. Une enquête du grand jury ne pas donna pas lieu à des poursuites mais généra une nouvelle publicité et, selon Walter Winchell, « jeta la sécurité par la fenêtre ». Les pires craintes de la Grande-Bretagne à propos de la sécurité américaine se réalisèrent.
Début août, une unité d'interception de la marine royale australienne à Melbourne capta des messages en japonais utilisant un code de qualité inférieure de remplacement. Des modifications furent apportées aux livres de codes et au système d’indicatif d’appel, à commencer par le nouveau livre de codes JN-25 (publié deux mois auparavant). Toutefois, les modifications indiquaient que les Japonais pensaient que les Alliés avaient élaboré les détails de la flotte à partir de l'analyse du trafic ou avaient obtenu un livre de codes et les tableaux additifs, hésitant à croire que n'importe qui aurait pu enfreindre leurs codes (et encore moins  un Occidental).

## Sources
- Stephen Budiansky, Battle of Wits : The Complete Story of Codebreaking in World War II, New York, Free Press, 2000, 436 p. (ISBN 0-684-85932-7, lire en ligne)
- Michael Smith, The Emperor's Codes : Bletchley Park and the breaking of Japan's secret ciphers, Londres, Bantam Press, 2000 (ISBN 0-593-04641-2)
- Smith, Michael and Erskine, Ralph (editors): Action this Day (2001, Bantam London; pages 127-151)  (ISBN 0-593-04910-1) (Chapter 8: An Undervalued Effort: how the British broke Japan’s Codes by Michael Smith)
- « Bletchley Park In Mombasa », Coastweek Newspapers Ltd. (consulté le 19 octobre 2006)
- Michael J. O'Neal, « World War II, United States Breaking of Japanese Naval Codes » (consulté le 19 octobre 2006)